# Rybaliwka
Der Ort Rybaliwka (ukrainisch Рибалівка) geht auf den russlandmennonitischen Ort Fischau zurück.

## Fischau
Der Ort wurde 1802 am Nordufer des Flusses Molotschna von 22 Mennonitenfamilien aus Westpreußen gegründet. Anfangs wurde Siedlung Nr. 4, später nach einem Ort in Westpreußen benannt, dem heute polnischen Fiszewo. Die Verwaltung von Johann Cornies und der Landwirtschaftliche Verein planten 1832, den Ort an einen günstigeren Ort zu verlagert. Beiderseits der Dorfstraße bestanden Bauernhöfe, auch eine Dorfschule gab es. Im Jahr 1869 bestanden es hier 16 Vollwirtschaften, 12 Halbwirtschaften und 23 Kleinwirtschaften. 1908 hatte der Ort eine Windmühle, eine Färberei, eine Schmiede, ein Möbelgeschäft und einen Kleinwarenhandel. Die Gemeinde gehörte zum Kirchspiel Lichtenau.

## Dorfschule
Die Dorfschule stand in der Mitte des Dorfes und war parallel zur Straße ausgerichtet. Die Fenster waren durch Ornamente bekrönt. An den Gebäudeecken befanden sich rustizierte Pilaster. Die Dorfschule von 1896 wurde 1998 abgerissen.